# مرز ایران–عراق

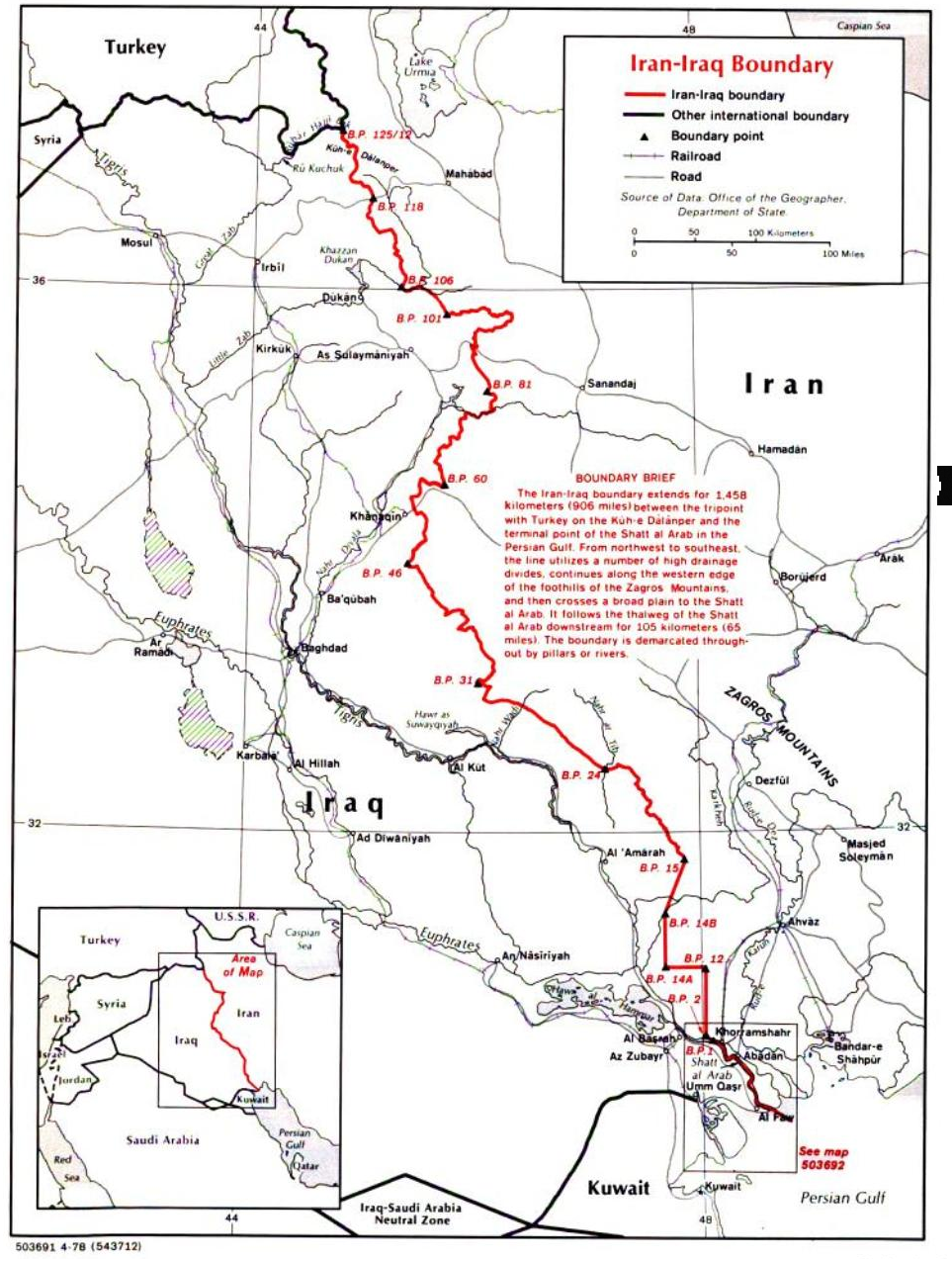
خط مرزی ایران–عراق به رنگ سرخ مشخص است.

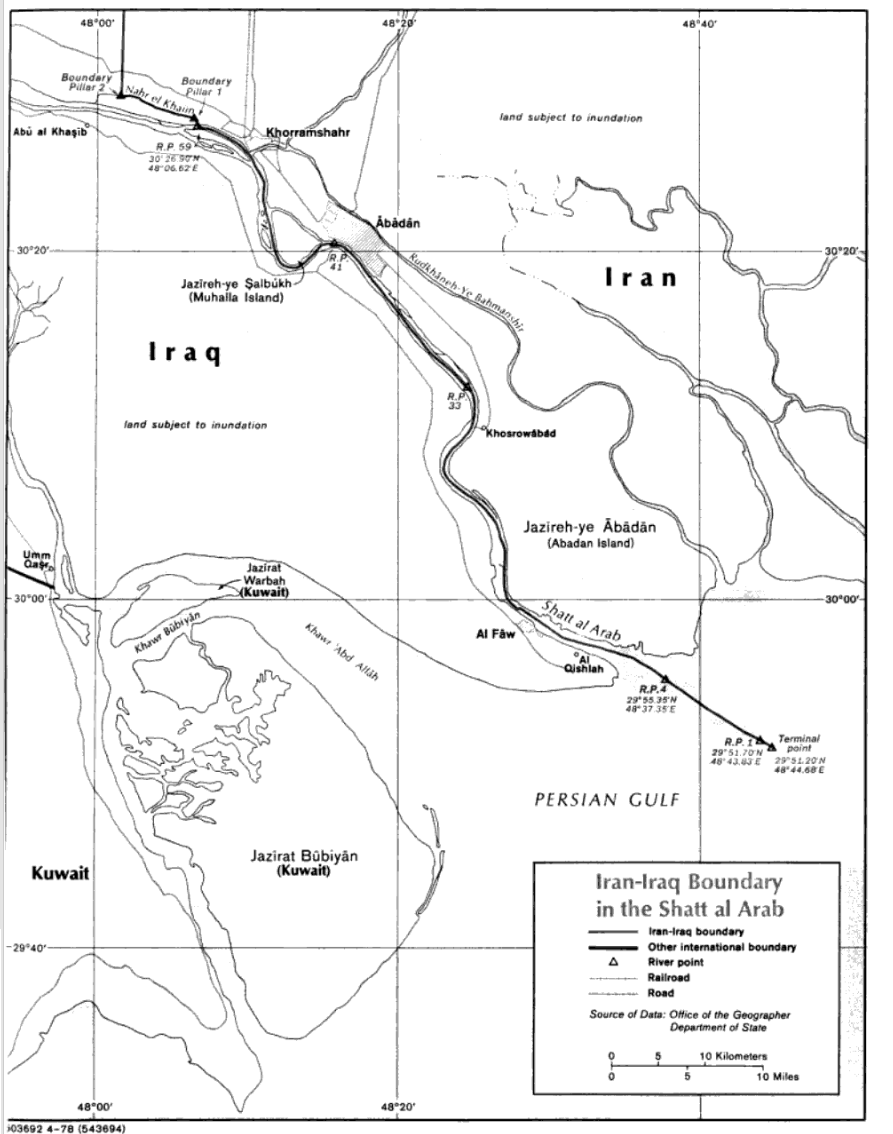
جزئیات مرز در اروند رود

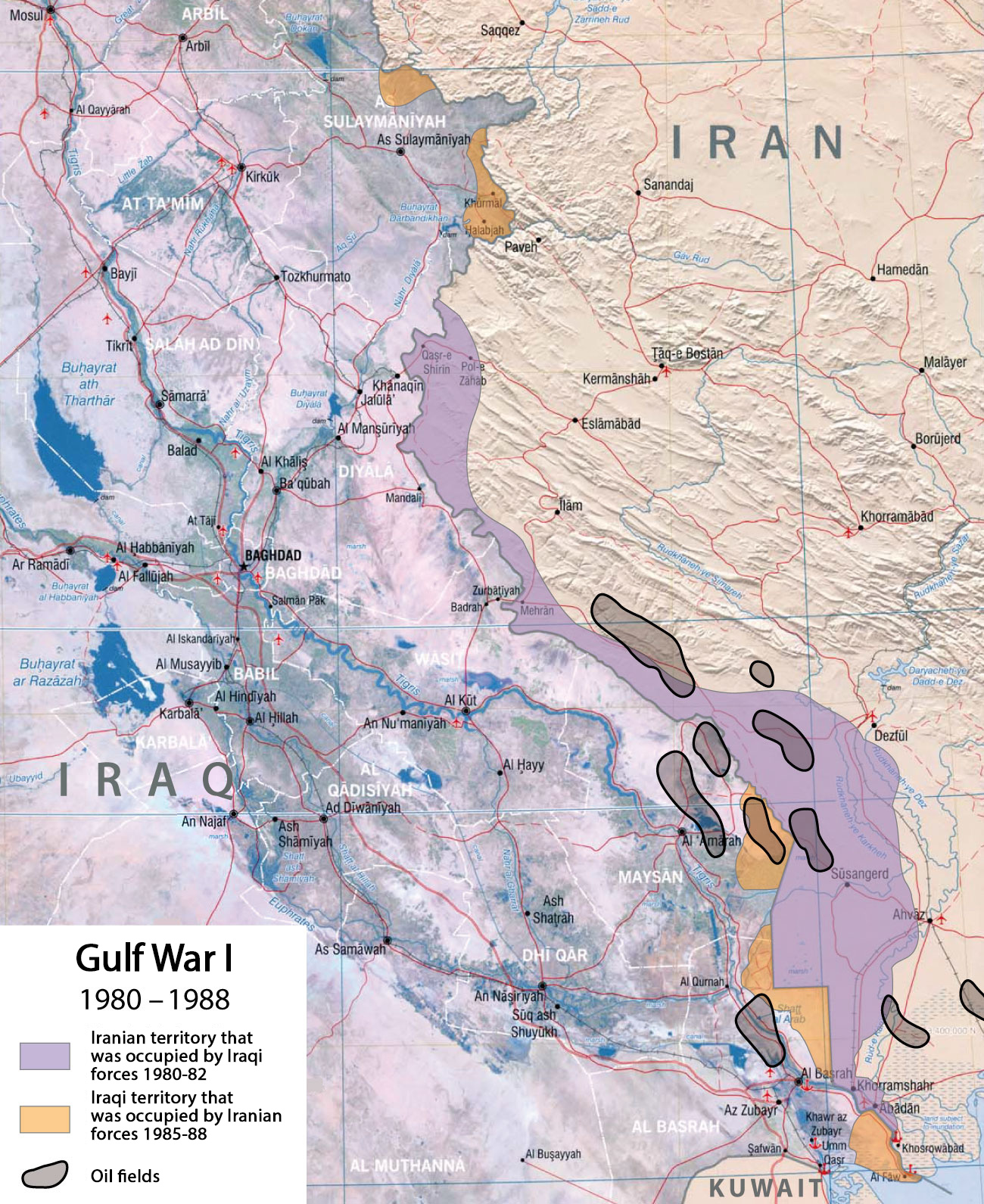
جبهه جنگ

خط مرزی ایران–عراق، نام خط مرزی ۱۶۱۰ کیلومتری بین دو کشور ایران و عراق می‌باشد که در جنوب از خط تالوگ اروند رود (در عراق به اسم شط‌العرب نامیده می‌شود) شروع می‌شود و در نقطه سه‌گانه مرز ایران، عراق، و ترکیه در کوه دالمپر در شمال ختم می‌شود. استان‌های ایرانی خوزستان، ایلام، کرمانشاه، کردستان و آذربایجان غربی قسمتی از این مرز را در بر می‌گیرند. ایران در بین همسایگانش، طولانی‌ترین مرز را با عراق دارد.

## تاریخچه
قدمت این سرحد به عهدنامه زهاب یا عهدنامه قصر شیرین برمی‌گردد که بین امپراتوری عثمانی و صفویان در ۱۷ مه ۱۶۳۹ میلادی در شهر قصر شیرین عقد شد. این پیمان‌نامه به جنگی که از سال ۱۶۲۳ آغاز شده بود و همچنین به مبارزات ۱۵۰ ساله دو کشور که بیشتر بر سر اختلافات ارضی می‌گرفت، پایان داد. این پیمان با شرط پیوستن ایروان در قفقاز جنوبی به ایران و پیوستن تمام سرزمین‌های میان‌رودان (دربرگیرندهٔ بغداد) به عثمانی انجام گرفت. با این حال این پیمان‌نامه پایان اختلافات مرزی میان ایران و عثمانی نبود. در زمان فتحعلی شاه اختلافات مرزی باعث شد نخستین عهدنامه ارز روم در ژولای سال ۱۸۲۳ منعقد شود اما نتوانست چاره‌ای مناسب برای درگیری‌های مرزی قبلی تعیین کند.
بعد از عهدنامه اخیر تا اواخر سلطنت محمدشاه گفتگوی مهمی در امر مرزهای دوکشور انجام نشد تا در سال ۱۲۵۳ موقعی که دولت ایران در محاصره هرات و تسخیر آنجا سرگرم بود به‌واسطه غارت محمره (خرمشهر) به دست علیرضا پاشا (۲۳ رجب ۱۲۵۴) و ادعای وی مبنی بر تعلق آنجا به دولت عثمانی، گفتگوی مرزی مابین دو کشور شروع گردید و پس از آنکه نزدیک بود کار به جنگ منجر شود دولت‌های روس و انگلیس دخالت کرده قرار گذاشتند کمیسیونی مرکب از مأمورین ایران و عثمانی و روس و انگلیس در ارزنة الروم منعقدشده دعاوی طرفین و ادعای پنج کرور خسارتی که دولت ایران از بابت محمره (خرمشهر کنونی) مطالبه می‌نمود تسویه نمایند
دولت ایران میرزا تقی‌خان وزیر نظام (بعد امیرکبیر لقب یافت) را به سمت نمایندگی و دولت عثمانی انور افندی را انتخاب کرد در سال ۱۲۵۹ هجری مأمورین دولت‌های چهارگانه که مرکب بودند از نمایندگان ایران و عثمانی و انگلیس و روس در ارزنة الروم جمع شده و بعد از مذاکرات طولانی در تاریخ ۱۶ جمادی الثانیه ۱۲۶۳ برابر با ۳۱ می ۱۸۴۷ دومین عهدنامه ارزنة الروم مابین محمدشاه و سلطان عبدالحمید توسط میرزا تقی‌خان وزیر نظام و انور افندی به امضا رسید.
طبق این عهدنامه، مناطق مورد اختلاف میان دو دولت میان آنها تقسیم شد. اما به دلیل غیر دقیق بودن، انجام این اقدام تا سال ۱۹۱۴ بطول انجامید. به موجب عهدنامهٔ دوم ارزروم دولت ایران پذیرفت که از ادعای خود در رابطه با مناطق غربی زهاب (مندلی، نفتخانه و خانقین) دست برداشته و نیز حاکمیت عثمانی را بر سلیمانیه به رسمیت بشناسد و نسبت به آن ادعایی نداشته باشد. همچنین عثمانی نیز تعهد کرد حق کشتیرانی ایران بر اروندرود را به رسمیت بشناسد. علاوه بر این بنا شد که حدود مرزی دو کشور تعیین شود ولی با وجود برگزاری سه نشست توافقی به عمل نیامد. پس از کش و قوس فراوان و کارشکنی‌های بی پایان عثمانی، در نهایت در سال ۱۹۱۳ پروتکلی راجع به تحدید حدود امضا گردید که مبنای تعیین دقیق مرزها گردید
مرز کنونی ایران و عراق به‌استثنای اصلاحی که ضمن عهدنامه مرزی ایران وعراق ۱۳۱۶ به‌عمل‌آمده مطابق تحدید حدود ایران و عثمانی است که شرح آن گذشت.

## رویدادها
- در اسفندماه سال ۱۳۹۲، علیرضا جهانگیری، با تأکید بر اینکه بین دو کشور موضوعی به نام «معاهده الجزایر» وجود ندارد گفت: «براساس بیانیه الجزایر، دو دولت ایران و عراق، ۲۳ خرداد ۱۳۵۴ (۱۳ ژوئن ۱۹۷۵) برای حل و فصل اختلافات در زمینه‌های مختلف به ویژه موضوعات مرزی در بغداد تشکیل جلسه دادند که حاصل این مذاکرات انعقاد معاهده‌ای بود که به آن «معاهده بغداد» یا «عهدنامه مربوط به مرز دولتی و حسن همجواری ایران و عراق» گفته می‌شود. به ضمیمه این عهدنامه، سه پروتکل در زمینه‌های امنیت مرز، تعیین مرز رودخانه‌ای در اروندرود و علامت گذاری مجدد مرز زمینی بین دو کشور در بغداد امضا گردید. او با تشریح مکانیسم پیش‌بینی شده در موافقت‌نامهٔ بین ایران و عراق راجع به مقررات مربوط به کشتیرانی در شط‌العرب مورخ ۲۶ دسامبر ۱۹۷۵ یادآور شد که ایران و عراق به موجب این موافقت‌نامه و به منظور تأمین امنیت و تداوم کشتیرانی در اروندرود، انجام امور مربوط به این آبراه مشترک را به «دفتر مشترک هماهنگی» محول کرده‌اند.[۳]مرز ایران–عراق در سال ۲۰۱۵ میلادی

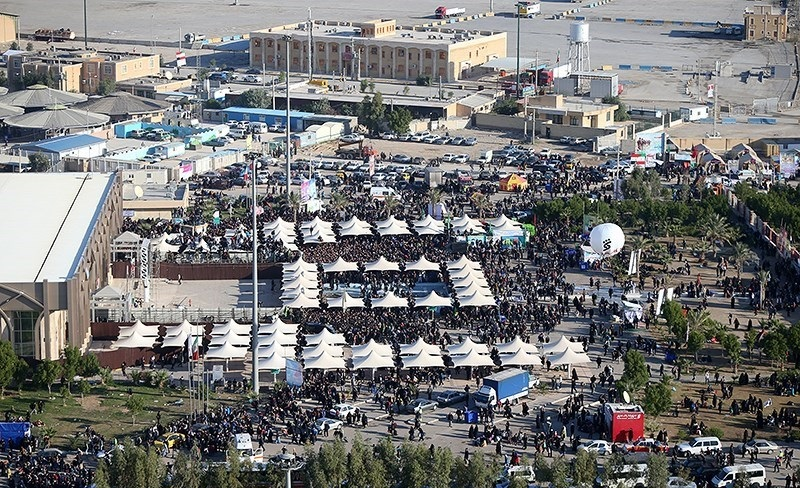
مرز ایران–عراق در سال ۲۰۱۵ میلادی

- در مردادماه سال ۱۳۹۷، رضا میرزایی، مدیرکل امنیتی و انتظامی استانداری کردستان، خبر از درگیری مسلحانه بین گروه‌های تروریستی و نیروهای نظامی ایران داد که در آن ۱۱ نفر کشته و هشت تن زخمی شدند.[۴] به گفتهٔ وی، هشت نفر از کشته‌شدگان، اهل شهرستان مریوان و سه نفر نیز اهل شهرستان قروه بودند. در حالی که معاون استانداری کردستان از کشته شدن ۱۱ نفر در درگیری در منطقه مریوان خبر داده‌بود، روابط عمومی «قرارگاه حمزه سیدالشهداء» وابسته به نیروی زمینی سپاه پاسداران اعلام کرد که ۱۰ نفر از نیروهای نظامی ایران در «حمله تروریستی» به یک پاسگاه مرزی کشته شدند.
- در شهریورماه سال ۱۳۹۷، رسانه‌های عراقی به نقل از یکی از مسئولان اقلیم کردستان اعلام کردند که گذرگاه کیلی به دلیل آنچه «به وجود آمدن تنش میان مرزبانان ایرانی و عراقی» عنوان شده، بسته شده است. جوهر رسول، مدیر گمرک رابرین در سلیمانیه، ادعا کرد: «مرزبانان اقلیم کردستان عراق به دنبال تهیهٔ مکانی برای استراحت بودند که مرزبانان ایرانی مانع آنها شدند و این مسئله باعث ایجاد تنش میان دو طرف شد.» وی افزود که کردستان عراق به منظور جلوگیری از احتمال بروز حادثه غیرمنتظره عبور و مرور از گذرگاه کیلی را ممنوع کرد و این گذرگاه را بست.[۵]